# Boldewin von Knehem
Boldewin von Knehem (* im 15. Jahrhundert; † 8. Februar 1511) war Domherr in Münster.

## Leben
Boldewin von Knehem entstammte dem westfälischen Adelsgeschlecht von Knehem, das 1276 in Bevern Erwähnung findet und im Emsland und Oldenburgischen größere Güter besaß.
Seine genaue genealogische Herkunft ist nicht belegt. Als Domherr zu Münster wird er am 12. Juni 1475 erstmals urkundlich erwähnt. Wahrscheinlich hatte er schon längere Zeit ein Domkanonikat. Am 15. Juni 1502 war er im Besitz der Obedienz Senden. Über seinen weiteren Lebensweg gibt die Quellenlage keinen Aufschluss.